# K V-klasse

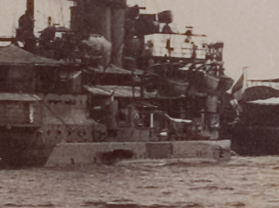

De K V-klasse was een Nederlandse scheepsklasse die drie onderzeeboten omvatten, de K V, de K VI en de K VII. De klasse is vernoemd naar het eerste schip uit de klasse, de K V. Het ontwerp voor de K V-klasse werd gemaakt door Britse William Denny & Brothers uit Dumbarton. Het ontwerp is gebaseerd op het Hay-Denny type. De schepen van de K V-klasse werden gebouwd door de Rotterdamse scheepswerf Fijenoord.

## Technische kenmerken
De schepen van de K V-klasse hadden de volgende afmeting (L)57,31 m × (B)5,60 m × (H)3,82 m. De standaard waterverplaatsing van deze schepen 507 ton, wanneer ze volledig beladen waren was dit 569 ton en onderwater 649 ton. Alle schepen waren uitgerust met twee Sulzer tweetakt zescilinder dieselmotoren van elk 600 pk. Voor de voortstuwing onder water waren twee elektromotoren van 200 pk beschikbaar. Deze elektromotoren onttrokken hun energie aan de 120 batterijen die gedurende drie uur 4350 Ah konden leveren. Deze motoren zorgde voor een maximale snelheid van 13,5 knopen boven water en 8 knopen onder water. Het maximale bereik van 3.500 zeemijlen boven water en 25 zeemijl onder water werden behaald bij respectievelijk 11 knopen en 8 knopen.

## Bewapening
De schepen van de K V-klasse waren uitgerust met zes 17,7 inch torpedobuizen. In totaal konden de schepen twaalf III45 torpedo's meenemen. Naast torpedobuizen waren de schepen uitgerust met een 7,5 cm kanon en een 12,7 mm machinegeweer.